# Snyltrödmyra
Snyltrödmyra (Myrmica karavajevi) är en myrart som först beskrevs av Arnol'di 1930.  Snyltrödmyra ingår i släktet rödmyror, och familjen myror. Arten är reproducerande i Sverige. Inga underarter finns listade i Catalogue of Life.

## Bildgalleri

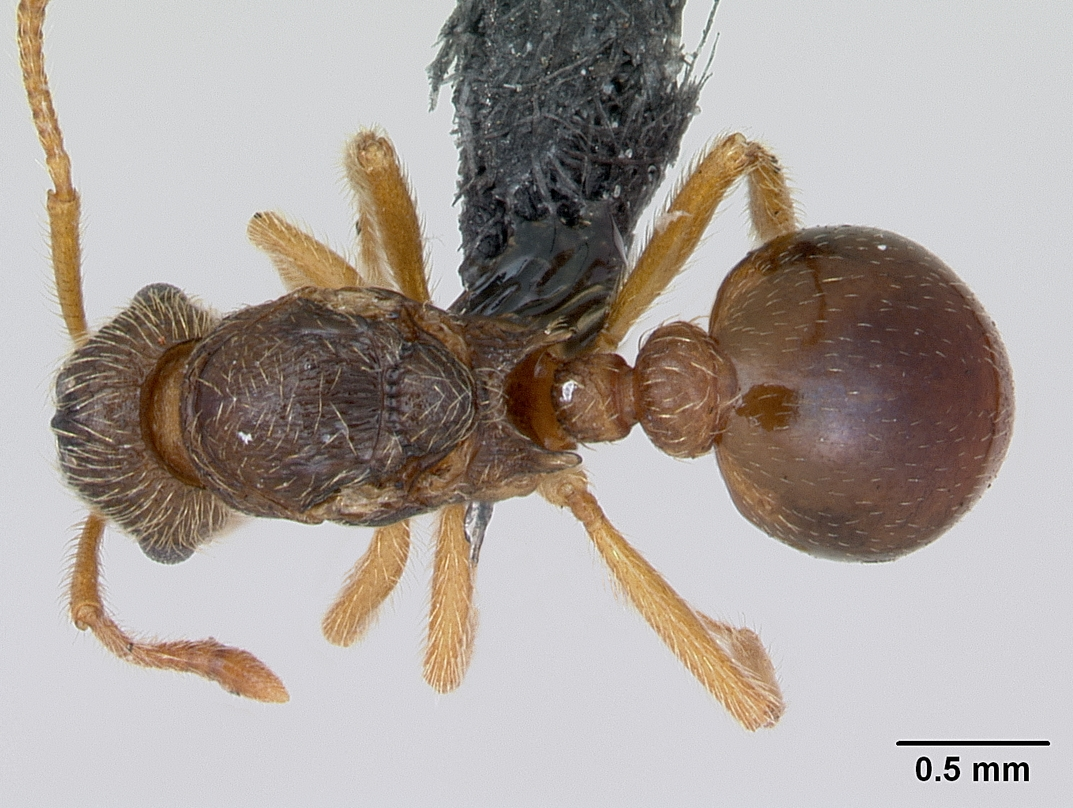
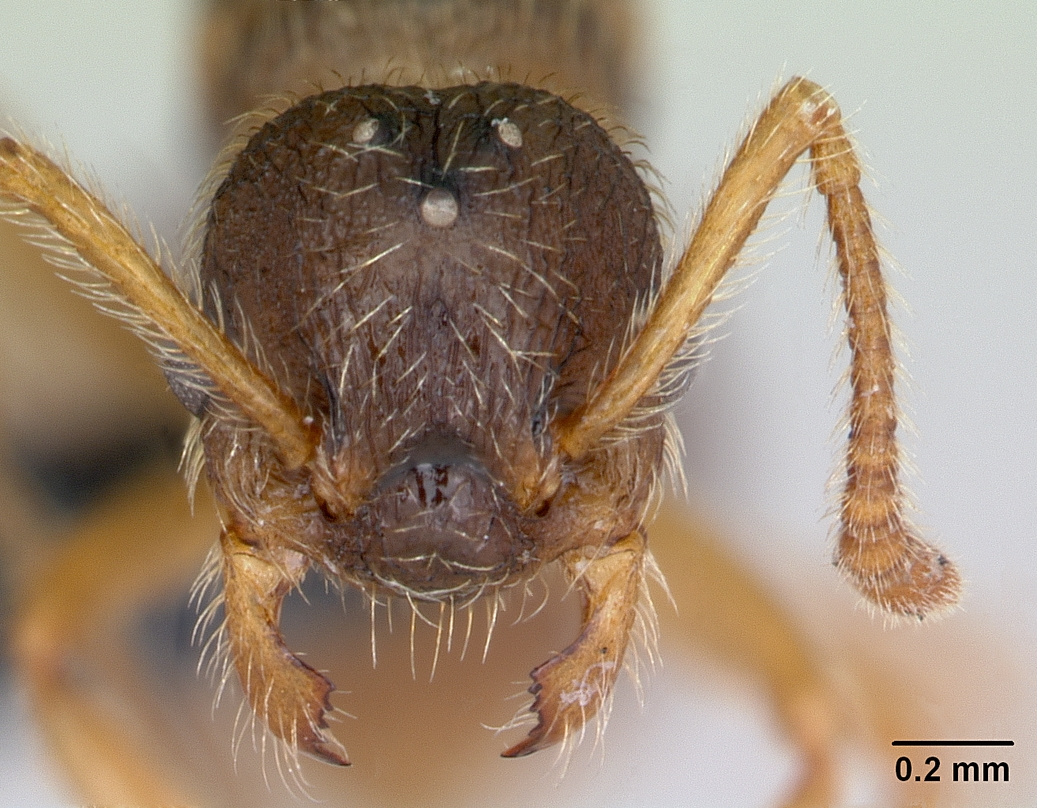
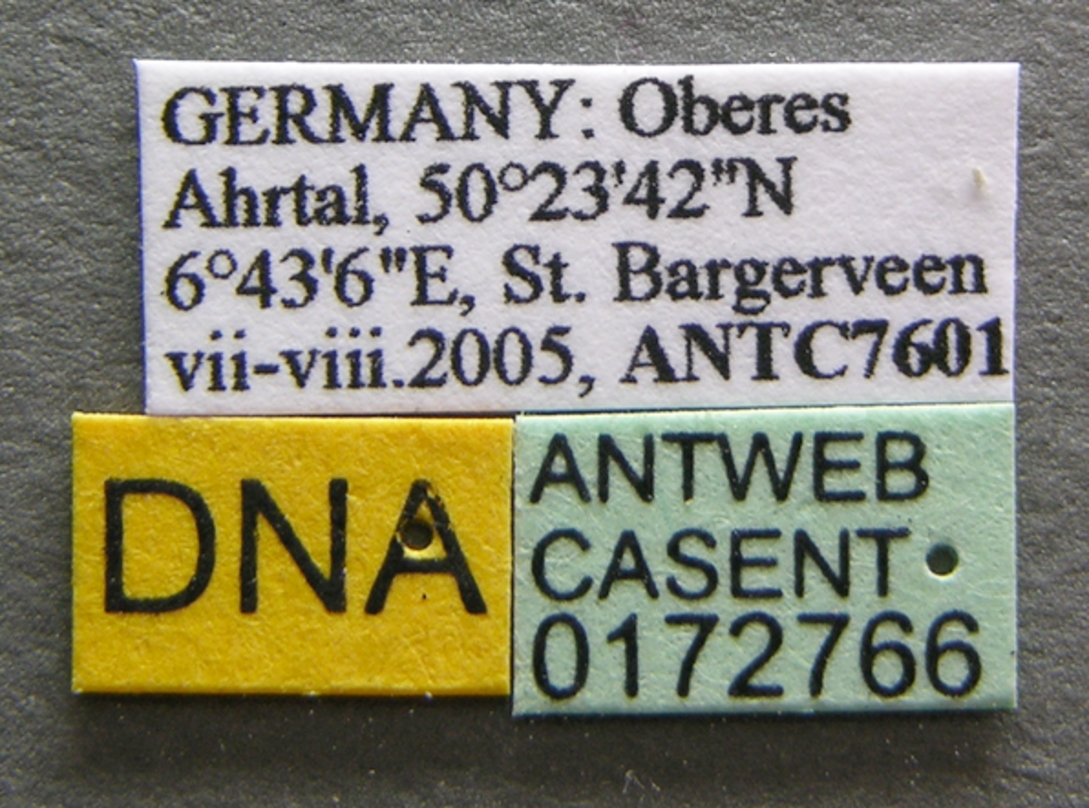